# Baphiastrum
Genre
Classification phylogénétique
Synonymes
- Leucomphalos Benth. ex Planch[2].

Baphiastrum est un genre de plantes à fleurs dicotylédones de la famille des Fabaceae, sous-famille des Faboideae, originaire d'Afrique équatoriale, qui comprend huit espèces acceptées.
Le genre Baphiastrum était traditionnellement classé dans la tribu des Sophoreae, mais des analyses récentes de phylogénétique moléculaire ont conduit à le réaffecter à la tribu des Baphieae,

## Liste d'espèces
Selon The Plant List (28 octobre 2018) :
- Baphiastrum boonei (De Wild.) Vermoesen
- Baphiastrum brachycarpum Harms
- Baphiastrum calophylla (Harms) De Wild.
- Baphiastrum elegans (Lester-Garland) De Wild.
- Baphiastrum klainei (De Wild.) De Wild.
- Baphiastrum pilosum (Baill.) De Wild.
- Baphiastrum spathaceum (Hook. f.) Staner
- Baphiastrum vermeuleni (De Wild.) De Wild.